# Homalothecium decorum
Homalothecium decorum là một loài rêu trong họ Brachytheciaceae. Loài này được Mitt. A. Jaeger mô tả khoa học đầu tiên năm 1880.